# Оран
Оран (арап. وهران, фр. Oran) је медитерански лучки град у северозападном Алжиру. Према процени из 2008. године има 803.329 становника (до 1,5 милиона у ширем подручју) и други је по величини град у земљи.
Налази се у истоименој провинцији, на пола пута између Тангера у Мароку и града Алжира. Са суседним Мерс-ел-Кебиром чини другу највећу луку у држави.

## Историја
Оран је основан је у 10. веку. Шпанци су га држали до 1708. док није пао у руке Османског царства. Французи су га заузели 1831. и основали у њему модерну луку и поморску базу. Године 1962. Оран је био најевропскији град земље. У њему је живело 54% људи европског порекла. После стицања независности Алжира, многи становници су се преселили у Француску.

## Становништво
| 1977.   | 1987.   | 1998.   |
| ------- | ------- | ------- |
| 491.901 | 628.558 | 692.516 |

## Партнерски градови
- Бордо
- Тулон
- Џеда
- Сфакс
- Бизерта
- Telemcan
- Zarqa
- Дурбан
- Елче
- Алмерија
- Аликанте
- Стразбур